# Arnayon (rivière)
Pour les articles homonymes, voir Arnayon (homonymie).
Le Torrent d'Arnayon est une rivière affluente de l'Oule dans la Drôme provençale, donc un sous-affluent du Rhône par l'Eygues.

## Géographie
Il prend sa source à l'est de Chaudebonne, dans la Montagne d'Angèle (1 610 m), à 1 020 m d'altitude. Il rejoint l'Oulle à Cornillon-sur-l'Oule. La longueur de son cours est de 9,6 km. La route départementale D173 suit le trajet du torrent entre Cornillon- sur-l'Oule et Berlières, puis la route départementale D570.

## Communes et cantons traversés
Dans le seul département de la Drôme, le torrent d'Arnayon traverse quatre communes
- dans le sens amont vers aval : Chaudebonne (source), Arnayon, La Motte-Chalancon, Cornillon-sur-l'Oule (confluence).

Soit en termes de cantons, le torrent d'Arnayon prend source dans le canton de Nyons, traverse le canton de La Motte-Chalancon et conflue dans le canton de Rémuzat, le tout dans les arrondissements de Nyons et de Die.

## Affluents
L'Arnayon a quatre ruisseaux affluents connus :
- le Ruisseau de Rodes (référence SANDRE : V5311300) (rg), 1,4 km sur la seule commune d'Arnayon.
- le Ruisseau des Plaines (référence SANDRE : V5311320) (rd), 1,1 km sur la seule commune d'Arnayon.
- le Béal de Gougeard (référence SANDRE : V5311340) (rg), 2,1 km sur la seule commune d'Arnayon.
- le Ruisseau des Pennes (référence SANDRE : V5311360) (rd), 2,6 km sur les trois communes d'Arnayon, Villeperdrix, et Cornillon-sur-l'Oule.

Son rang de Strahler est donc de deux.

## Hydrologie
Le torrent d'Arnayon traverse une seule zone hydrographique 'L'Oule' (V531) de 246 km2 de superficie.

## Écologie et ZNIEFF
La Montagne d'Angèle est une ZNIEFF de Type I depuis 2007 pour 1 588 hectares sur les cinq communes d'Arnayon, Bouvières Chaudebonne, Gumiane et Villeperdrix sous la référence ZNIEFF 820030496 - Montagne d'Angèle.

## Toponyme
L'Arnayon a le même hydronyme que la commune d'Arnayon traversée.